# Герб Ковіляна
Ге́рб Ковіля́на — офіційний символ міста Ковілян, Португалія. Використовується як територіальний герб. У синьому щиті срібна шестипроменева зірка, в центрі якої червоне водяне колесо. У главі щита срібна хвиляста смуга, внизу — така сама смуга. Щит увінчує срібна мурована міська корона з п'ятьма вежами. Внизу ланцюг із зіркою Ордена Вежі й Меча.
Під щитом біла стрічка, на якій великими літерами напис португальською: «cidade da Covilhã» (місто Ковілян).  Офіційно затверджений 29 серпня 1941 року.

## Галерея

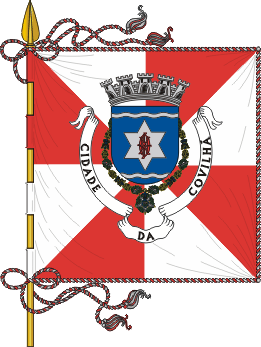
Прапор